# Liste der Monuments historiques in Fèrebrianges
Die Liste der Monuments historiques in Fèrebrianges führt die Monuments historiques in der französischen Gemeinde Fèrebrianges auf.

## Liste der Objekte
| Bezeichnung                       | Beschreibung                                                        | Standort                       | Kennzeichnung | Schutzstatus | Datum | Bild |
| --------------------------------- | ------------------------------------------------------------------- | ------------------------------ | ------------- | ------------ | ----- | ---- |
| Prozessionsstab Heiliger Medardus | Holz, 19. Jahrhundert                                               | in der Kirche St-Medard (Lage) | PM51002848    | Inscrit      | 1978  |      |
| Skulptur Paulus                   | Holz, 17. Jahrhundert                                               | in der Kirche St-Medard (Lage) | PM51003753    | Inscrit      | 1978  |      |
| Marienaltar                       | rechter Seitenaltar; Altartisch und Retabel; Stein, 18. Jahrhundert | in der Kirche St-Medard (Lage) | PM51002845    | Inscrit      | 1978  |      |
| Prozessionsstab Heiliger Godard   | Holz, 18. Jahrhundert                                               | in der Kirche St-Medard (Lage) | Godard        | Inscrit      | 1978  |      |
| Skulptur Heiliger Ambrosius       | Holz, 17. Jahrhundert                                               | in der Kirche St-Medard (Lage) | PM51003754    | Inscrit      | 1978  |      |
| Maske                             | Gusseisen, 19. Jahrhundert                                          | in der Kirche St-Medard (Lage) | PM51002846    | Inscrit      | 1978  |      |
| Sessel                            | Holz, Anfang des 19. Jahrhunderts                                   | in der Kirche St-Medard (Lage) | PM51002851    | Inscrit      | 1978  |      |
| Gemälde Auferstehung Christi      | Ölfarbe auf Leinwand, 17. Jahrhundert                               | in der Kirche St-Medard (Lage) | PM51002853    | Inscrit      | 1978  |      |
| Skulptur Madonna mit Kind         | Stein, 14. oder 15. Jahrhundert                                     | in der Kirche St-Medard (Lage) | PM51000425    | Classé       | 1979  |      |
| Skulptur Heiliger Medardus        | Stein, 17. Jahrhundert                                              | in der Kirche St-Medard (Lage) | PM51002849    | Inscrit      | 1978  |      |
| Skulptur Heiliger Eligius         | Stein, 17. Jahrhundert                                              | in der Kirche St-Medard (Lage) | PM51002850    | Inscrit      | 1978  |      |
| Grabstein der Gattin Garnier      | Stein, bezeichnet 1698                                              | in der Kirche St-Medard (Lage) | PM51002852    | Inscrit      | 1978  |      |
| Skulptur Petrus                   | Holz, 17. Jahrhundert                                               | in der Kirche St-Medard (Lage) | PM51003752    | Inscrit      | 1978  |      |